# Luka Koblar
Luka Koblar (* 8. August 1999 in Maribor) ist ein slowenischer Fußballspieler.

## Karriere

### Verein
Koblar begann seine Karriere beim NK Pobrežje. Zur Saison 2013/14 wechselte er in die Jugend des NK Maribor. Bei Maribor rückte er zur Saison 2018/19 in den Profikader. Nachdem er in seinem ersten Halbjahr kein Spiel absolviert hatte, wurde er im Januar 2019 an den Ligakonkurrenten NK Aluminij verliehen. Im Februar 2019 debütierte er gegen den NK Triglav Kranj in der 1. SNL. Bis zum Ende der Spielzeit absolvierte er elf Erstligapartien für Aluminij. Zur Saison 2019/20 kehrte er nach Maribor zurück. Dort kam er in jener Spielzeit zu zehn Einsätzen in der höchsten Spielklasse. In der Saison 2020/21 absolvierte er vier Partien.
Zur Saison 2021/22 wechselte Koblar nach Italien zu Zweitligist Frosinone Calcio. Bei Frosinone spielte er aber keine Rolle und kam nie zum Einsatz. Daraufhin wurde er im Januar 2022 an den Drittligisten Potenza Calcio verliehen. Für Potenza lief er sechsmal in der Serie C auf. Zur Saison 2022/23 verließ er Frosinone endgültig und kehrte zu Aluminij zurück, das mittlerweile nur noch zweitklassig war. In der Saison 2022/23 absolvierte er 25 Partien in der 2. SNL und stieg mit Aluminij als Meister ins Oberhaus auf. In der Saison 2023/24 absolvierte er 30 Partien in der Prva Liga, aus der der Verein aber direkt wieder abstieg.
Nach dem Abstieg wechselte Koblar zur Saison 2024/25 erneut nach Italien, diesmal zu Drittligist Novara Calcio. Für Novara kam er aber nur zu einem Einsatz, sodass er im Februar 2025 zum ebenfalls drittklassigen FC Legnago Salus weiterzog. Für Legnago kam er fünfmal in der Serie C zum Einsatz, aus der das Team jedoch abstieg. Daraufhin wechselte der Verteidiger zur Saison 2025/26 zum österreichischen Zweitligisten SV Stripfing.

### Nationalmannschaft
Koblar spielte ab der U-16 für sämtliche slowenische Jugendnationalteams, für die er insgesamt zu zwölf Einsätzen kam.